# Байрак (Люботинский городской совет)
Байра́к (укр. Байрак) — посёлок,
Люботинский городской совет,
Харьковская область.
Код КОАТУУ — 6311290001. Население по переписи 2001 года составляло 77 (40/37 м/ж) человек.

## Географическое положение
Посёлок Байрак находится в большом лесном массиве леса Кульшинского
.
К посёлку примыкает несколько садовых кооперативов.
На расстоянии одного км расположено Люботинское лесничество.
Расстояние до города Люботин — 4 км.

## История
- 1650 — дата основания согласно сайту ВРУ. На деле это дата основания Люботина, в горсовет которого входит село. Село Байрак было основано позднее.

## Происхождение названия
Слово байрак происходит от тюркского «балка»; так обычно называется сухой, неглубоко взрезанный овраг, зачастую зарастающий травой либо широколиственным лесом.
Слово байрак распространено на юге Европейской части СССР, в лесостепной и степной зоне. От названия «байрак» происходит название байрачных лесов, где растут обычно следующие породы деревьев — дуб, клён, вяз, ясень, липа.
На территории Украины имелись минимум 19 сёл и посёлков с названием Байрак, из них шесть - в Харьковской области в её современных границах.